# Kamalolmolk
Pour plus de détails, voir Fiche technique et Distribution.
Kamalolmolk (en persan : کمال الملک) est un film iranien écrit et réalisé par Ali Hatami, sorti en 1984.
Le film raconte la vie et l'œuvre du peintre persan, Mohammad Ghaffari connu sous le nom de Kamal-ol-molk. Le scénario est construit sur la relation du peintre avec les divers monarques d'Iran. La distribution des rôles est surtout confiée aux acteurs iraniens les plus connus comme Jamshid Mashayekhi interprétant le peintre, et Ezzatollah Entezami qui incarne Nasseredin Shah.

## Synopsis
Mohammad Ghaffari est accepté comme peintre à la cour de Nassereddine Shah Qajar. Grâce à ses performances, en peu de temps il bénéficie de l'attention particulière royale : il est donc honoré et surnommé KamalolMolk (Son excellence du royaume) par le roi. Lors d’un incident le jour de peindre d’un portrait dans la salle des miroirs, l’un des bijoux du trône du roi disparaît et KamalolMolk est soupçonné, interrogé et insulté par Kamran Mirza pour avoir supposément volé le bijou. Mais bientôt  les voleurs sont trouvés et les décapités en public; Tout en étant peintre du roi, Kamalolmolk se sent agacé par ces insultes. Après l’assassinat de Nassereddine Shah et le couronnement de Muzaffar al-Din Shah, il se rend en Europe pour compléter son art. Il est intéressé à retourner chez les constitutionnalistes et après avoir signé le décret constitutionnel et la mort de Muzaffar al-Din Shah, il se distancie de la cour. Des années plus tard, il n’accepte pas l’offre de la coopération avec Reza Shah et en conséquence  il est exilé en Irak. Finalement, dans une petite maison et dans le monde itinérant, il meurt en solitude.

## Fiche technique
Titre original : Kamalolmolk
Scénariste et réalisateur : Ali Hatami
Producteur : Hossein Ghaffari
Musique : Farhad Fakhroddini
Directeur de photographie : Mehrdad Fakhimi
Editeur : Mossa Afshar
Pays : Iran
Langue : Persan
Date de sortie : 1993

## Distribution
- Jamshid Mashayekhi : Kamal-ol-molk
- Ezzatollah Entezami : Nasseredin Shah
- Ali Nassirian
- Davoud Rashidi
- Mohammad Ali Keshavarz
- Parviz Pourhosseini
- Leila Hatami
- Soroush Khalili
- Manuchehr Hamedi
- Syrous Ebeahimzadeh